# Baffinov otok
Baffinov otok (angleško Baffin Island, francosko Île de Baffin, inuktitut Qikiqtaaluk) je eden od kanadskih arktičnih otokov na severu Kanade, del zveznega ozemlja Nunavut. Od kopenskega dela Kanade ga ločujeta Hudsonov preliv na vzhodu in preliv Fury in Hecla na zahodu. Južni del vzhodne obale meji na Labradorsko morje, severni pa na Davisov preliv in Baffinov zaliv, ki ga ločujeta od Grenlandije. Na severozahodu meji na Bylotov otok.
S površino 507.451 km² je največji kanadski otok in peti največji svetovni otok, a je zaradi odročne arktične lege redko poseljen in ima manj kot 16.000 stalnih prebivalcev (podatki za leto 2006). Največje naselje je Iqaluit, glavno mesto ozemlja Nunavut, z okrog 6000 prebivalci.

## Geografija
Površje otoka je raznoliko; vzdolž severovzhodne obale delno poteka Kanadski ščit, razmeroma visoko gorovje iz predkambrijskih kamnin, z najvišjim vrhom Mount Odin, visokim 2147 m. Vanj se zajedajo številni fjordi, kamor se z vrhov stekajo ledeniki. Na zahodu in jugovzhodu je površje ravninsko, z mnogimi jezeri, od katerih sta največji jezeri Nettilling in Amadjuak.
Zaradi izpostavljenosti severnim vetrovom je tu podnebje bistveno hladnejše kot v nekaterih drugih delih Arktike z isto zemljepisno dolžino; povprečna letna temperatura je med -7 in -8 ºC in tudi v najtoplejšem delu leta ne doseže 10 ºC.
Kamnine otoka so bogate z rudami. Na severozahodnem delu otoka je od leta 1976 deloval rudnik Nanisivik, eden najseverneje ležečih rudnikov na svetu, v katerem so kopali srebro, svinec in cink, preden je bil leta 2002 zaprt zaradi izpraznitve najdišča in padanja cen kovin.